# Козівська центральна районна клінічна лікарня
Козівська центральна районна клінічна лікарня — лікувальний заклад у смт Козовій Тернопільської області України.

## Історія
Наприкінці 1920-х років лікарську практику в Козовій відкрив лікар О. Манацький, який приймав хворих у власному будинку. Практикував до кінця 1930-х років.
Наприкінці 1939 в Козовій відкрита лікарня на 35 ліжок, в якій працювали двоє лікарів. Після німецької окупації в райцентрі відкрито лікарню на 35 ліжок, створено райздороввідділ. Першим головним лікарем Козівської лікарні була О. Велика, одночасно працювала хірургом. Першим завідувачем амбулаторії в Козовій був П. Єрмаков, після нього з 1 серпня 1946 р.— І. Фурманчук. Першим санітарним лікарем у районі був М. Сперанський, водночас із 1946 працював дерматовенерологом.
У 1947 організовується жіночо-дитяча консультація, першим завідувачем якої стала акушер-гінеколог 3. Бондар, що працювала на цій посаді до вересня 1950. Стоматологічну допомогу започаткував Д. Грановський. Першим районним педіатром була лікар О. Грибкова. З 15 жовтня 1947 відбулось об'єднання лікарень з амбулаторіями.
У 1955 відкривається дільнична лікарня в с. Золотій Слободі, яку очолювала Г. Савків, з 1960 вона стала відділом райлікарні, потужність якої з 1954 р. зросла до 75 ліжок, у 1957 — до 100, в 1958 — до 125, а в 1962 до 150 ліжок.
У 1959 р. головним лікарем району призначено Н. Шмайку, який працював на цій посаді до кінця 1975. У 1961 для управління охороною здоров'я в складі районної лікарні створюється оргметодкабінет, який очолив П. Паливода.
У 1976 розпочалося будівництво корпусів районної лікарні на 310 ліжок з поліклінікою на 450 відвідувань за зміну, які відкрилися в 1979.
У 1989 в центральній районній лікарні відкрито реанімаційне відділення.

## Персонал

### Головні лікарі
- О. Велика — листопад 1944 — 1956,
- Юрій Дзьордзьо — від серпня 1992[1] - 2014
- Маркевич Богдан Григорович - 2014 -

### Лікарі

#### Працювали
Завідувачами відділень у 1970—1980-х були: терапевтичного — М. Ніверовська, хірургічного — П. Марценюк, неврологічного — М. Малишева, акушер-гінекологічного — Н. Собчук, ЛОР-офтальмологічного — Я. Мельник, педіатричного — М. Луковська, інфекційного — А. Максимович.
- Р. Луковський — заступник головного лікаря з амбулаторно-поліклінічної роботи в 1979—1993,
- О. Ковальська — заступник головного лікаря з експертизи в 1980—?,
- Євген Півсеток — провідний лікар-гінеколог, завідувач відділенням, від 1974[2]